# 대전서중학교
대전서중학교(大田西中學校)는 대한민국 대전광역시 서구 괴정동에 있는 공립 중학교이다.

## 학교 연혁
- 1980년 1월 24일 : 학교 설립 인가 [39학급]
- 1980년 3월 7일 : 개교식 거행
- 2004년 1월 13일 : 학칙 변경 27학급, 특수학급 1학급 인가
- 2023년 3월 1일 : 제21대 이영숙 교장 취임
- 2024년 1월 8일 : 제42회 졸업식(총 18,029명)
- 2024년 3월 4일 : 제45회 입학식(3학급 52명)

## 참고 자료
- 대전서중학교 - 한국교육학술정보원 학교알리미